# Сангай, Лобсанг
Лобсанг Сенге (тиб. བློ་བཟང་སངས་རྒྱས; рус. «Благородный лев»; род. 5 сентября 1968, Дарджилинг) — тибетский юрист, ученый, общественный и политический деятель. Глава Тибетского правительства в изгнании, избранный 27 апреля 2011 года в результате всемирного голосования тибетской диаспоры. До него с 2001 года правительство в изгнании возглавлял Далай-лама XIV, который, однако, в начале 2011 года публично объявил, что тибетский народ должно возглавлять выборное лицо. После 21 мая 2021 года правительство возглавляет Пенпа Цхеринг.

## Биография

### Ранние годы жизни
Сенге родился в 1968 году в Дарджилинге в общине беженцев шичак, посреди полей. Он вырос в атмосфере традиционного крестьянского уклада жизни: с коровами, курами, сбором дров в лесу, помощью родителям по хозяйству, включая сельскохозяйственные работы и продажу шерстяных свитеров.
При поездке в США его охраняют два профессиональных телохранителя, один из которых Нгаванг Дордже, бывший служащий подразделения Морские котики (спецназ), а другой Юген Церинг, бывший моряк.

### Образование и ученая карьера
По окончании тибетской школы в Дарджилинге (Индия) Сенге с отличием получил степень бакалавра, а затем степень бакалавра международного права в Делийском Университете в Индии. В 1995 году выиграл стипендию Фулбрайта для учебы в Гарвардской школе права, где впоследствии получил степень магистра правоведения.
В 2003 году Сенге организовал в Гарвардском университете пять конференций с участием китайских и тибетских учёных, а также регулярные встречи Далай-ламы с тридцатью пятью китайскими учёными.
В 2004 году стал первым из шести миллионов тибетцев, получившим степень Доктора юридических наук в Гарвардской школе права и Премию инноваций им. Йонга К.Кима за диссертацию «Демократия в беде: является ли изгнание способом сохранения демократии? Исследование на примере Тибетского правительства в изгнании». В 2006 году Азиатское общество, всемирная организация, деятельность которой направлена на укрепление отношений и содействие взаимопониманию между народами, лидерами и институтами Азии и Соединенных Штатов отметила Сенге как одного из двадцати четырех молодых лидеров Азии. В настоящее время Сенге — старший научный сотрудник Гарвардской школы права по Программе правовых исследований в Восточной Азии. Он является экспертом тибетского права и международного законодательства о правах человека.

### Государственная карьера
10 марта 2011 года Далай-лама предложил внести изменения в устав Правительства в изгнании, которые заключались в передаче его полномочий внутри тибетского сообщества и наделении политической властью избранного лидера, в результате чего Калон трипа (Премьер-министр) становится высшим должностным лицом.
29 мая 2011 года эти изменения были ратифицированы, несмотря на то, что, как сказал Сенге, «решение Далай-ламы о передаче политической власти было встречено тибетцами с большой тревогой».
27 апреля 2011 года Сенге был избран на должность Калон трипы тибетского правительства в изгнании. Сенге получил 55 % голосов, обойдя претендентов Тензина Тетхонга (37,4 %) и Таши Вангду (6,4 %). Из 83400 тибетцев, имеющих право голоса, 49000 проголосовали за Сенге, который должен был сменить Лобсанга Тензин, главу тибетского правительства в изгнании. 8 августа 2011 года Сенге официально принял присягу, сменив Лобсанга Тензина в качестве Калон трипы. В заявлении того времени Далай-лама обращается к Лобсангу Сенге как к Сикьёнгу; и в сентябре 2012 года название должности официально изменили с Калон трипы на Сикьёнга.
На посту Сикьёнга Лобсанг Сенге подчеркнул необходимость найти мирное, ненасильственное решение тибетского вопроса. Он поддержал призыв Далай-ламы к так называемой политике Срединного Пути, которая «предусматривает подлинную автономию Тибета в рамках китайской конституции». Отметив, что Китай создал в Гонконге и Макао механизмы «одна страна, две системы», он утверждал, что Китаю нет смысла препятствовать аналогичному решению вопроса и в отношении Тибета, которое, подчеркнул он, будет «беспроигрышным».
В феврале 2013 года Сенге выступил с первой ежегодной лекцией в Индийской ассоциации иностранных дел. Выражая озабоченность по поводу возможной бурной реакции на недавние вооруженные восстания в Западной Азии, он призвал международное сообщество поддержать ненасильственную политику в подавлении народных волнений. «Если ненасилие является именно тем методом, который необходимо использовать», — подчеркнул он — «то международное сообщество должно поддержать нас». Говоря о внимании средств массовой информации к вооруженным сирийским «борцам за свободу», он сказал: «На протяжении последних десятилетий тибетцы вели демократичную и ненасильственную политику, так почему мы не получаем аналогичную поддержку и внимание?»
10 марта 2013 года, в день 54-й годовщины со Дня тибетского национального восстания, Сенге сделал заявление, в котором отметил, что «стремлению к свободе» вдохновило «эпохальное событие 10 марта 1959 года», и предложил посвятить этот день «всем тем, кто совершил акты самосожжения, и тем, кто погиб за Тибет». Он также подтвердил свою приверженность политике «Срединного Пути», выразив надежду, что «скорейшее урегулирование» Китаем тибетского вопроса может «послужить моделью для других народов в их борьбе за свободу» и «стать катализатором сдерживания агрессивной политики Китая».

### Семья, дети
Лобсанг Сенге женат на Кесонг Янгдонг Шакчанг, у них есть дочь. Родители жены — выходцы из региона Лхокха и Пхаре. 
Отец Сенге умер в 2004 году.

## Сочинения
- Tibet: Exiles' Journey, Journal of Democracy — Volume 14, Number 3, July 2003, pp. 119—130.
- We Sing a Song of Sadness Tibetan Political Prisoners Speak Out, Billy Jackson, Publish America, 2004, ISBN 1413716776.
- Lobsang Sangay, China in Tibet: Forty Years of Liberation or Occupation?, Harvard Asia Quarterly, Volume III, No. 3, 1999.
- Human rights and Buddhism : cultural relativism, individualism & universalism, Thesis (LL. M.), Harvard Law School, 1996, OCLC 43348085.
- Democracy in distress : is exile polity a remedy? : a case study of Tibet's government in exile, Thesis (S.J.D.), Harvard Law School, June 2004, OCLC 62578261.
- A constitutional analysis of the secularization of the Tibetan diaspora : the role of the Dalai Lama, in Theology and the soul of the liberal state, ed. Leonard V Kaplan; Charles Lloyd Cohen, Lanham : Lexington Books, 2010, ISBN 978-0-7391-2617-2